# Enumerație
Enumerația este o figură de stil care constă în înșiruirea unor termeni cu sensuri apropiate pentru accentuarea ideii exprimate.
Exemplu: „Căci eu iubesc / și ochi și flori și buze și morminte” (Lucian Blaga).